# Petunija
Petunija (Petunia) je rod dikotiledonih biljaka koji obuhvata 35 vrsta biljaka poreklom iz Južne Amerike. Pripada porodici pomoćnica. Uglavnom služi za dekorativnu upotrebu.

## Opis
Petunije su zeljaste biljke sa spojenim laticama.

## Vrste
Postoje sledeće vrste petunija:
- P. alpicola
- P. axillaris
- P. bajeensis
- P. bonjardinensis
- P. exserta
- P. guarapuavensis
- P. inflata
- P. integrifolia
- P. interior
- P. ledifolia
- P. littoralis
- P. mantiqueirensis
- P. occidentalis
- P. patagonica
- P. reitzii
- P. riograndensis
- P. saxicola
- P. scheideana
- P. villadiana

## Spoljašnje veze
- Petunia Platform